# حالا او را می‌بینی
حالا او را می‌بینی (انگلیسی: Now You See Her) یک رمان مهیج نوشتهٔ جوی فیلدینگ محصول سال ۲۰۱۱ است.